# Shakya

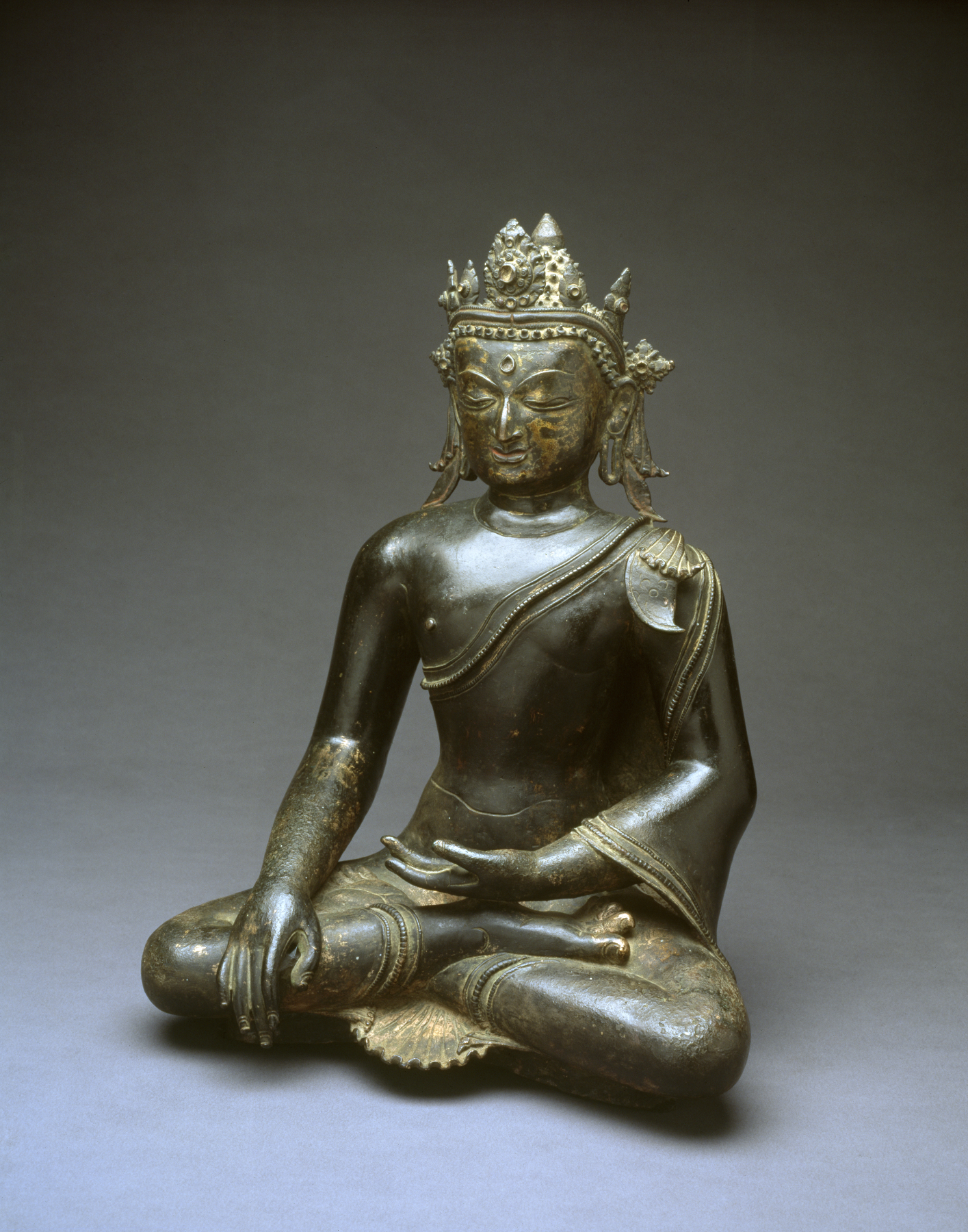
Tượng đồng Thích-ca Mâu-ni (Shakyamuni, "Trí giả tộc Thích-ca". Xuất xứ Tây Tạng, khoảng thế kỷ XI.

Thích-ca hay Shakya (chữ Hán: 釋迦, Sanskrit: Śākya, Devanagari: शाक्य, Pāli: Sākiya, Sakka, hoặc Sakya) là một thị tộc Ấn Độ cổ đại trong thời kỳ Vệ-đà (1000–500 TCN) sang đến thời kỳ Mahajanapada (khoảng 600 - 200 TCN) trong lịch sử Ấn Độ và Nepal ngày nay. Sự tồn tại của thị tộc này được xác thực bởi các kinh điển Phật giáo, tương ứng với khoảng cuối thời kỳ đồ sắt (khoảng 600–300 TCN).
Thị tộc Thích-ca từng thành lập một tiểu quốc của riêng mình với danh hiệu Śākya Gaṇarājya. Kinh đô của tiểu quốc này là thành Ca-tỳ-la-vệ (Kapilavastu), được cho là tương ứng vị trí ngày nay tại làng Tilaurakot (Nepal) hoặc làng Piprahwa (Ấn Độ).
Nhân vật nổi tiếng nhất của thị tộc Thích-ca chính là Tất-đạt-đa Cồ-đàm (Siddhartha Gautama), người đã sáng lập nền tảng hình thành nên Phật giáo (khoảng thế kỷ thứ VI đến thế kỷ thứ IV TCN) và được tôn xưng là Đức Phật (tức "người đã được giác ngộ"). Ông là con trai của vua Tịnh Phạn (Śuddhodana), một người lãnh thị tộc và là quốc vương của tiểu quốc Śākya Gaṇarājya. Mặc dù rất nhiều giai thoại hư cấu về cuộc đời ông được các tín đồ thêm thắt vào về sau, tuy nhiên các nhà nghiên cứu sử học đều công nhận ông là một nhân vật lịch sử có thật và là nhân vật kiệt xuất nhất của thị tộc Thích-ca.